# Severnoatlantski tok
Severnoatlantski tok s svojimi 12°C poleti hladi, pozimi pa greje zahodno in severno Evropo. Z 12 °C blaži temperaturna nihanja, in ker prinaša vlago blaži tudi padavinska nihanja.